# Lophocampa petulans
Lophocampa petulans är en fjärilsart som beskrevs av Paul Dognin 1923. Lophocampa petulans ingår i släktet Lophocampa och familjen björnspinnare. Inga underarter finns listade i Catalogue of Life.